# Дон Макніл (тенісист)
Дон Макніл (англ. Don McNeill; 30 квітня 1918 — 28 листопада 1996) — колишній американський тенісист.
Найвищу одиночну позицію світового рейтингу — 1 місце досяг 1940 року (за даними USLTA).
Здобув 39 одиночних титулів.
Перемагав на турнірах Великого шолома в одиночному та парному розрядах.

## Фінали турнірів Великого шолома

### Одиночний розряд: 2 (2 перемоги)
| Результат | Рік  | Турнір                     | Покриття | Суперник    | Рахунок                 |
| --------- | ---- | -------------------------- | -------- | ----------- | ----------------------- |
| Перемога  | 1939 | Чемпіонат Франції          | Ґрунт    | Боббі Ріґґс | 7–5, 6–0, 6–3           |
| Перемога  | 1940 | Національний чемпіонат США | Трава    | Боббі Ріґґс | 4–6, 6–8, 6–3, 6–3, 7–5 |

### Парний розряд: 3 (2–1)
| Результат | Рік  | Турнір                     | Покриття | Партнер                 | Суперники                   | Рахунок                   |
| --------- | ---- | -------------------------- | -------- | ----------------------- | --------------------------- | ------------------------- |
| Перемога  | 1939 | Чемпіонат Франції          | Ґрунт    | Чарлз Гарріс (тенісист) | Жан Боротра Жак Брюньйон    | 4–6, 6–4, 6–0, 2–6, 10–8  |
| Перемога  | 1944 | Національний чемпіонат США | Трава    | Боб Фалкенбурґ          | Білл Талберт Панчо Сегура   | 7–5, 6–4, 3–6, 6–1        |
| Поразка   | 1946 | Національний чемпіонат США | Трава    | Френк Ґернсі            | Гарднар Маллой Білл Талберт | 6–3, 4–6, 6–2, 3–6, 18–20 |

### Mixed: 1 (1 поразка)
| Результат | Рік  | Турнір                     | Покриття | Партнер     | Суперники                          | Рахунок  |
| --------- | ---- | -------------------------- | -------- | ----------- | ---------------------------------- | -------- |
| Поразка   | 1944 | Національний чемпіонат США | Трава    | Дороті Чені | Маргарет Осборн Дюпон Білл Талберт | 2–6, 3–6 |